# 苏里南电视基金会
苏里南电视基金会（荷蘭語：Surinaamse Televisie Stichting / STVS）是苏里南的一家电视台，使用荷兰语，1965年由總理約翰·阿道夫·彭格爾成立，總部設於巴拉馬利波。